# Мари-Турек
Мари́-Туре́к (мар. Марий Турек), ранее Череми́сский Туре́к — посёлок городского типа, административный центр Мари-Турекского района Республики Марий Эл.

## Этимология
Поселение образовано в 1719 году и получило своё название от реки Турек (Туречка). В свою очередь гидроним имеет домарийское происхождение, предположительно угорское, сравнимое с манс. тур — «озеро», -ек — уменьшительный суффикс, то есть «озёрная река». Элемент Мари — этноним, указывающий на национальный состав и служащий для отличия от поселения Русский Турек.
Окрестные марийцы называют эти места «эрвел» — утренняя сторона, восток, а коренных жителей — «эрвел мари», восточные мари. Название села, давшего наименование району, происходит от марийского слова «тӱр» (ӱ — огубленная буква -и-) — край, окраина. Изначальное название этого селения не Турек, а Тӱрек. Оно свидетельствует, что здесь начинается марийская земля.

## География
Расположен на реке Туречка на северо-западе района, в 33 км к юго-востоку от Сернура и в 106 км к востоку от Йошкар-Олы (по дороге 124 км).
Ближайшие железнодорожные станции — Йошкар-Ола (125 км) и Арск (101 км).
От посёлка отходят автодороги: на северо-запад в Сернур (на Йошкар-Олу, Советск), на юго-восток в Балтаси (на Арск, Казань, Вятские Поляны), на восток в Мари-Билямор.
К посёлку примыкают на севере деревни Энгербал, Верхний Турек, на юге — Нижний Турек.

## История
Населённый пункт основан в 1719 году. Статус посёлка городского типа — с 1975 года.

## Население
| 1959  | 1970  | 1979  | 1989  | 2002  | 2009  | 2010  | 2011  | 2012  |
| ----- | ----- | ----- | ----- | ----- | ----- | ----- | ----- | ----- |
| 1942  | ↗3203 | ↗4942 | ↗6098 | ↘5973 | ↘5963 | ↘5164 | ↗5946 | ↘4971 |
| 2013  | 2014  | 2015  | 2016  | 2017  | 2018  | 2019  | 2020  | 2021  |
| ↘4815 | ↘4669 | ↘4573 | ↘4508 | ↘4466 | ↘4370 | ↘4230 | ↘4160 | ↗4518 |
| 2023  |       |       |       |       |       |       |       |       |
| ↘4376 |       |       |       |       |       |       |       |       |

Национальный состав
По итогам переписи населения 2020 года проживали следующие национальности (национальности менее 0,1 % и другое см. в сноске к строке «Другие»):
| Национальность | Численность, чел. | Доля     |
| -------------- | ----------------- | -------- |
| Марийцы        | 1993              | 44,11 %  |
| Русские        | 1489              | 32,96 %  |
| Татары         | 893               | 19,77 %  |
| Удмурты        | 56                | 1,24 %   |
| Молдаване      | 7                 | 0,15 %   |
| Украинцы       | 6                 | 0,13 %   |
| Другие         | 74                | 1,64 %   |
| Итого          | 4518              | 100,00 % |

## Инфраструктура
- Ледовый дворец.
- Мари-Турекский краеведческий музей им. В. П. Мосолова[25]
- ДК Культуры «Заря»
- Этноцентр марийской истории и культуры

## Религия
Православные храмы
- Церковь Петра и Павла

Мечети
- Мечеть

## Известные уроженцы
- Мосолова Александра Яковлевна (1913—1954) — марийский советский партийный и государственный деятель. Заместитель Председателя Президиума Верховного Совета Марийской АССР I созыва (1938—1941), нарком социального обеспечения Марийской АССР (1941—1942). Член ВКП(б) с 1938 года.
- Романов Арсений Иванович (1916—2003) — советский и российский деятель сельского хозяйства. Заместитель министра сельского хозяйства Марийской АССР (1951, 1953—1955), начальник Марийской государственной семенной инспекции (1972—1994). Заслуженный агроном РСФСР (1960). Кавалер ордена Ленина (1971). Депутат Верховного Совета Марийской АССР V—VI созыва (1959—1967).